# Panther 6
La Panther 6 est un cabriolet de luxe créée par Panther Westwinds en 1977, caractérisé par ses quatre roues directrices à l’avant, et deux roues motrices à l’arrière. C’est ainsi une des rares voitures à six roues ayant existé. Seulement deux modèles ont été construits, et sont toujours en circulation.

## Équipement
La Panther 6 est une voiture possédant un équipement pléthorique pour l’époque : téléphone, télévision, moquette en velours, direction assistée, vitres électriques, feux halogènes, rétroviseur à réglage électrique depuis le poste de pilotage, sièges inclinables électriquement (six positions possibles), et chaîne stéreo.
La voiture avait une valeur de 225 000 francs en 1977, un prix justifié par un assemblage complet à la main.

## Conception et caractéristiques
Robert Jankel, le concepteur de la voiture, avait choisi d’utiliser six roues pour des raisons d'abord esthétiques mais après expérimentations, le choix de cette architecture présenta plusieurs avantages, dont notamment l’accroche de la voiture en virage, accélération et freinage. C’est une Tyrrell P34 qui a inspiré Robert Jankel.
Pour conférer à cette voiture le statut de supercar, il fallait un gros moteur pour rivaliser avec Lamborghini ou encore Ferrari. Pour cela, c’est un V8 de la General Motors qui fut choisi. Ce V8 est celui qui est monté sur les Cadillac Eldorado : d’une cylindrée de 8,2 L, il a reçu des modifications substantielles. La plus impressionnante réside dans l’adoption de deux turbocompresseurs, permettant au moteur d’afficher 600 chevaux à 5 000 tr/min, et un couple de 815 N m à 2 800 tr/min. Le système de freinage est composé de trois circuits indépendants, permettant une meilleure fiabilité (ce qui est rassurant pour une voiture censée dépasser les 320 km/h). Les pneus à l’avant sont des Pirelli 205/40 R13, et à l’arrière des Pirelli 265/50 R16. Les jantes sont fournies par BBS.
L’utilisation du V8 de la Cadillac Eldorado présentait un avantage indéniable : celui-ci ayant été conçu pour une traction avant, il était possible de l’utiliser en tant que propulsion arrière, c’est-à-dire en installant le moteur à l’arrière, près de l’essieu arrière. Pour assurer la transmission de la puissance au sol, un différentiel à glissement limité était de la partie. Le poids de la voiture est de 1 300 kg selon son créateur, mais la vraie valeur est surement supérieure, en raison du surpoids causé par les six roues et l’équipement de la voiture.

## Performances
La voiture était capable d’atteindre les 320 km/h selon Robert Jankel, mais cette vitesse était difficilement atteignable en pratique. Jankel lui-même disait : « Évidemment nos clients ne pourront pas atteindre une telle vitesse. Mais ils pourront dire qu’ils possèdent une voiture plus rapide qu’une Ferrari, une Porsche ou encore une Lamborghini ». En termes d’accélérations, la voiture était censée atteindre 160 km/h en moins de 8 secondes, mais ce chiffre semble largement surestimé.